# Stegodyphus lineifrons
Stegodyphus lineifrons är en spindelart som beskrevs av Pocock 1898. Stegodyphus lineifrons ingår i släktet Stegodyphus och familjen sammetsspindlar. Inga underarter finns listade i Catalogue of Life.